# Ulm villamosvonal-hálózata
Ulm villamosvonal-hálózata egy nagyvárosi villamoshálózat Németországban, Baden-Württemberg tartományban, Ulmban. Hossza 19,1 km, melyen 40 megálló található. Napjainkban a hálózat 2 vonalból áll, melyek 1000 mm-es nyomtávolságúak és 750 V egyenárammal villamosítottak. A hálózatot a Stadtwerke Ulm/Neu-Ulm GmbH (SWU) üzemelteti. Naponta 30 ezer utas veszi igénybe Ulm villamoshálózatát.

## Járművek
A hálózaton az alábbi járműsorozatok közlekednek:
- Siemens Combino (10)
- Siemens Combino Supra (18)

## Vonalak
| Vonal | Útvonal                                | Megállók | Hossz   | Menetidő |
| ----- | -------------------------------------- | -------- | ------- | -------- |
| 1     | Söflingen – Böfingen Ostpreußenweg     | 22       | 10,2 km | 30 perc  |
| 2     | Kuhberg Schulzentrum – Science Park II | 21       | 9,3 km  | 25 perc  |

## Képek

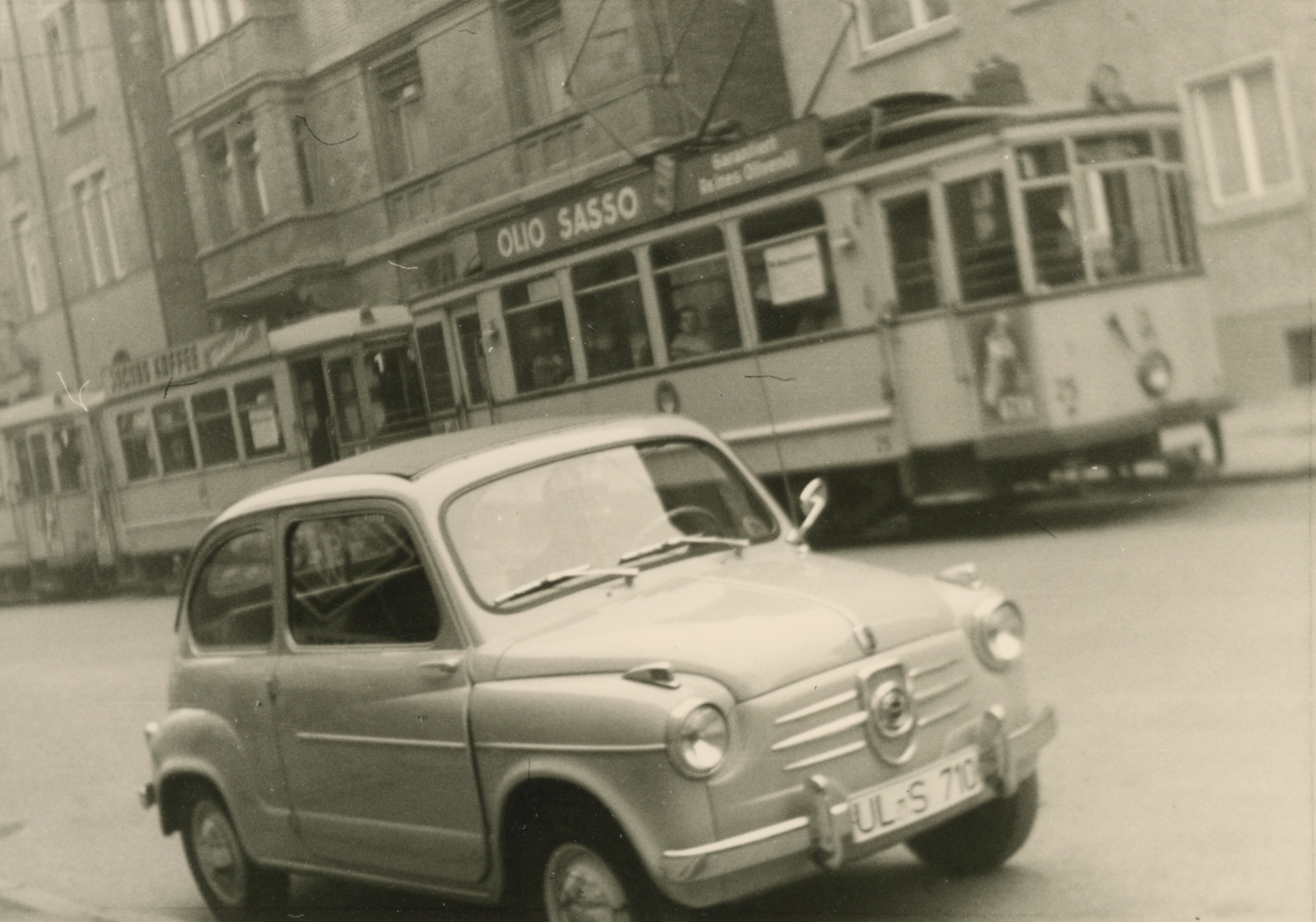
Villamos 1958-ból
GRW4 sorozatú villamos 1982-ből
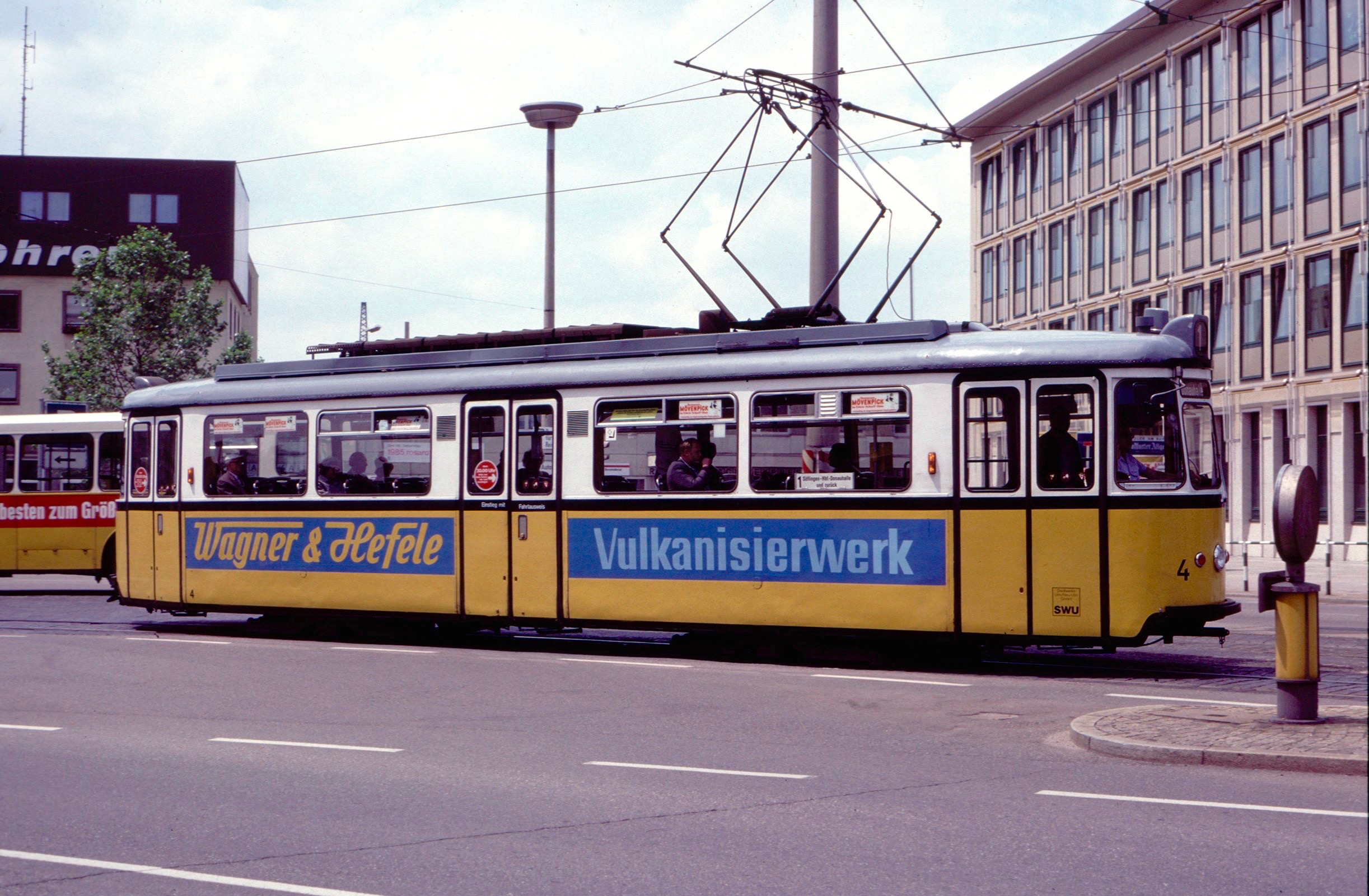
GRW4 sorozatú villamos 1985-ből
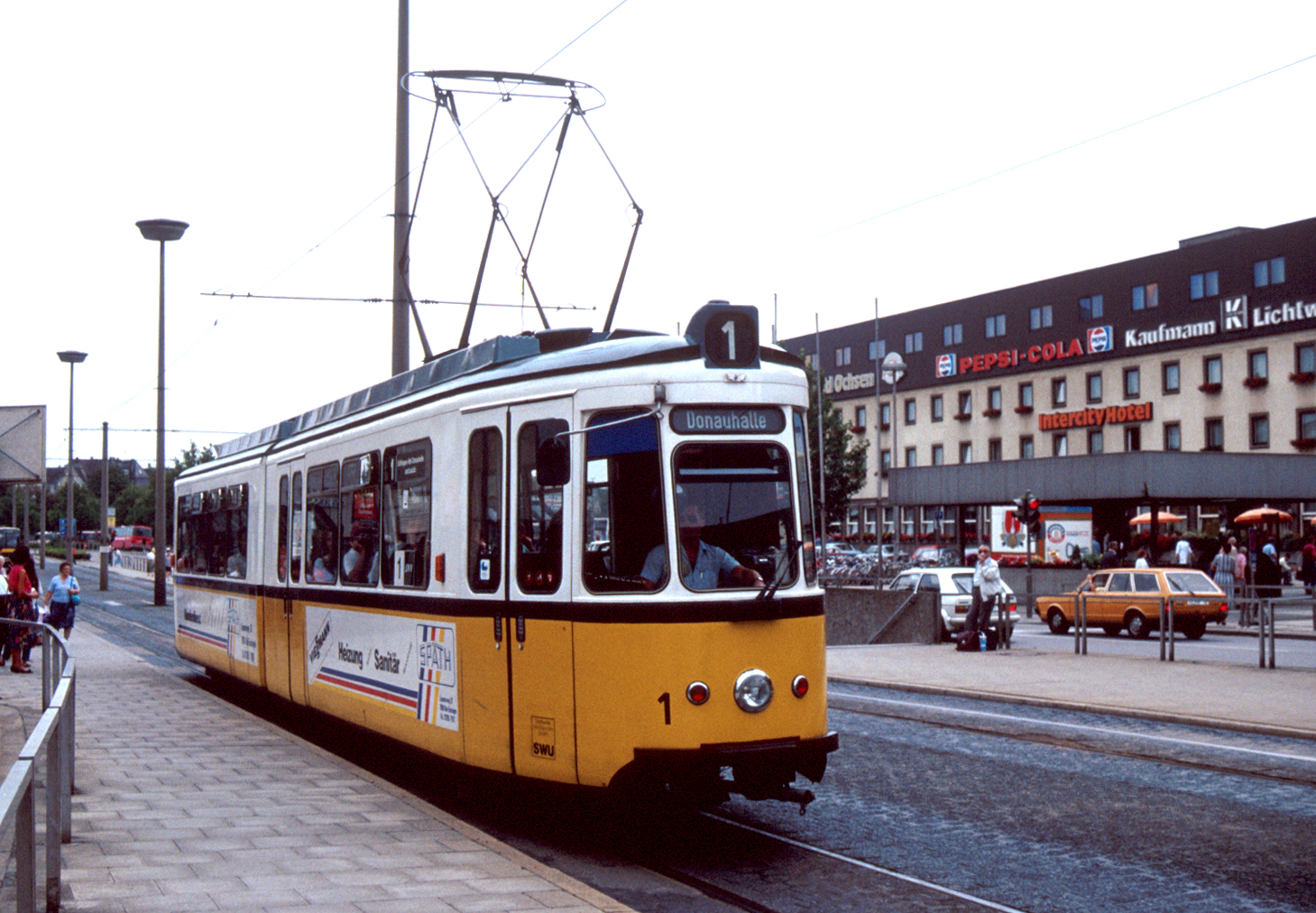
GT4 sorozatú villamos 1987 körül
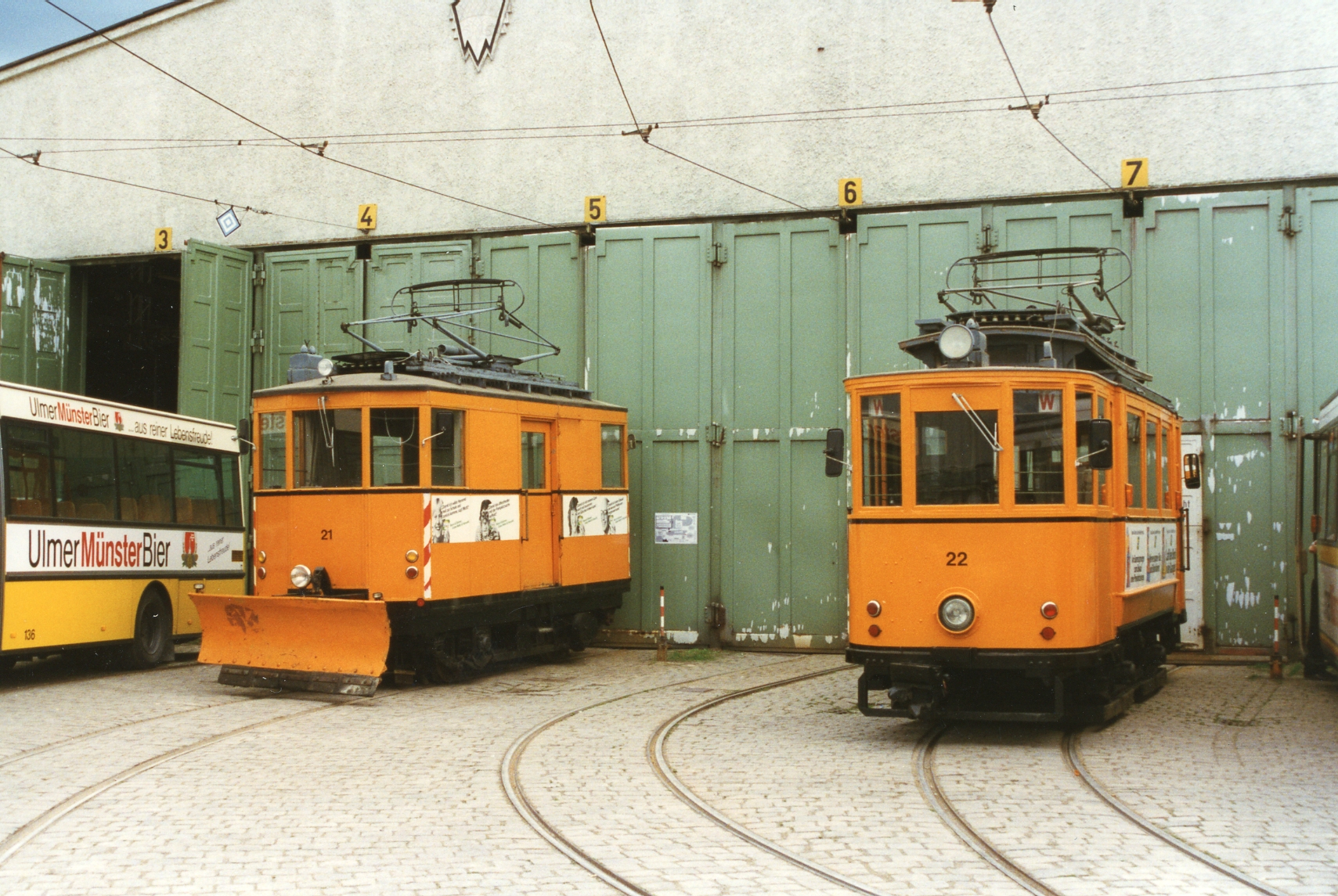
Karbantartó járművek 1997-ből
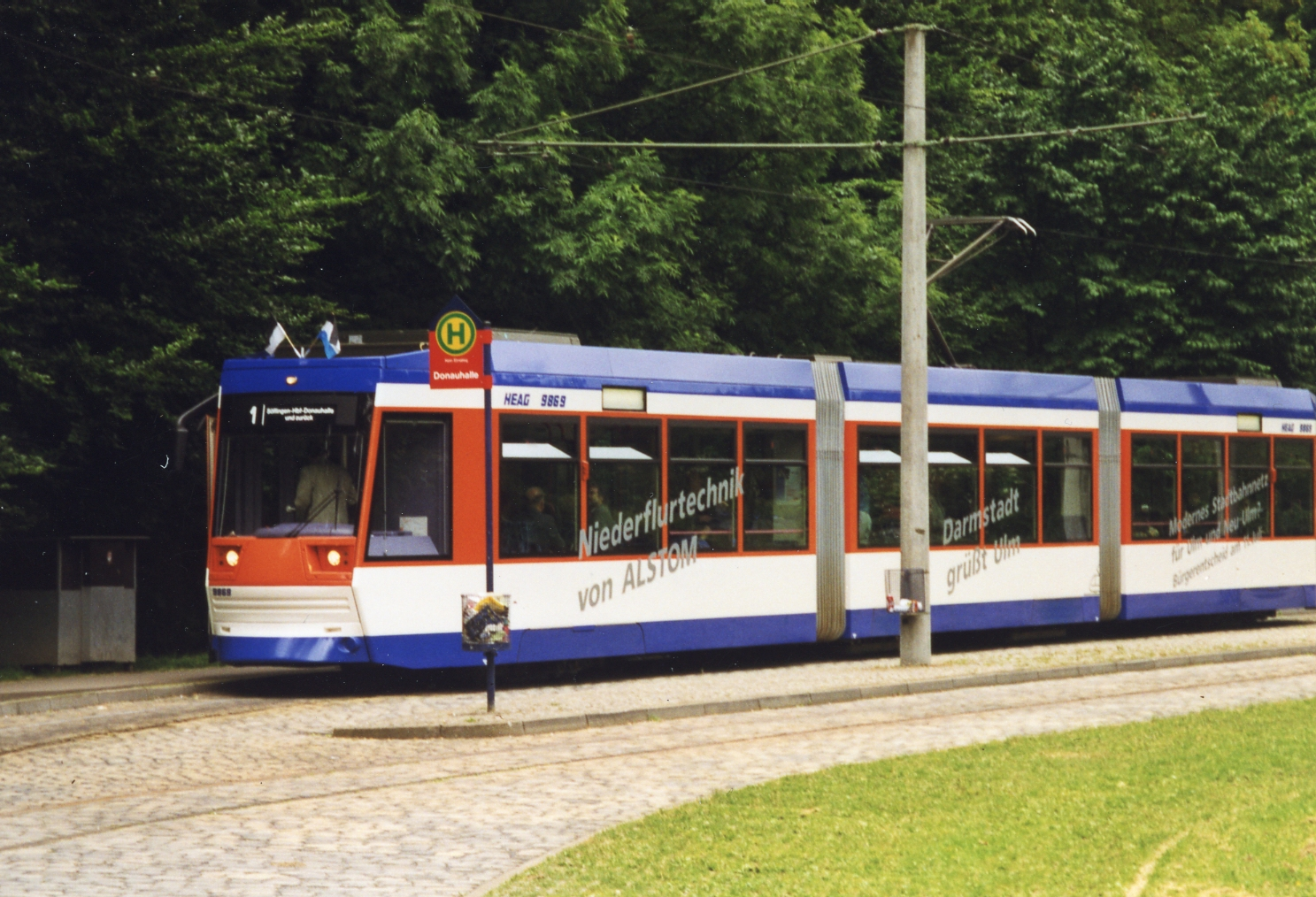
Alstom villamos 1999-ből
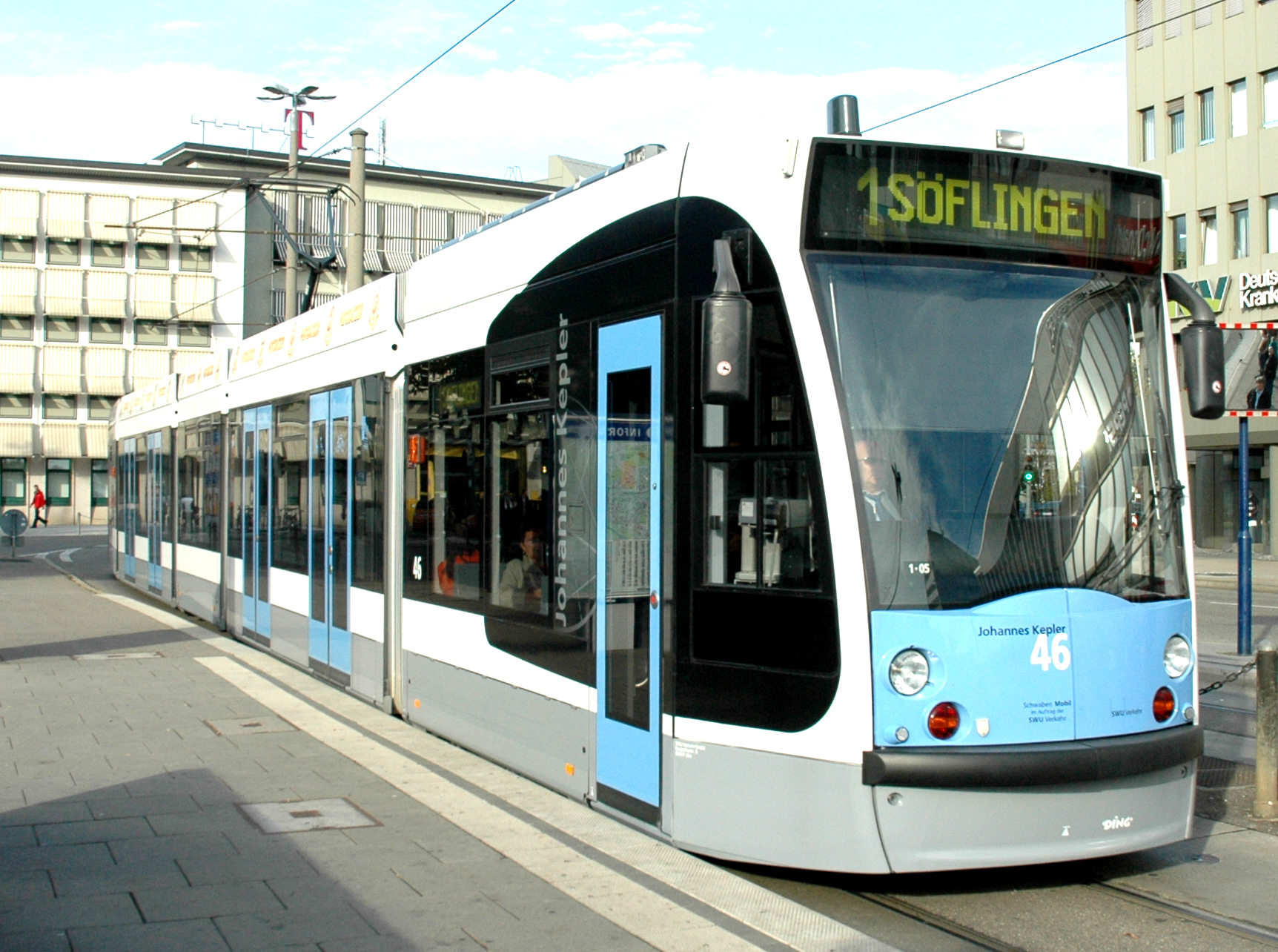
Siemens Combino Supra villamos
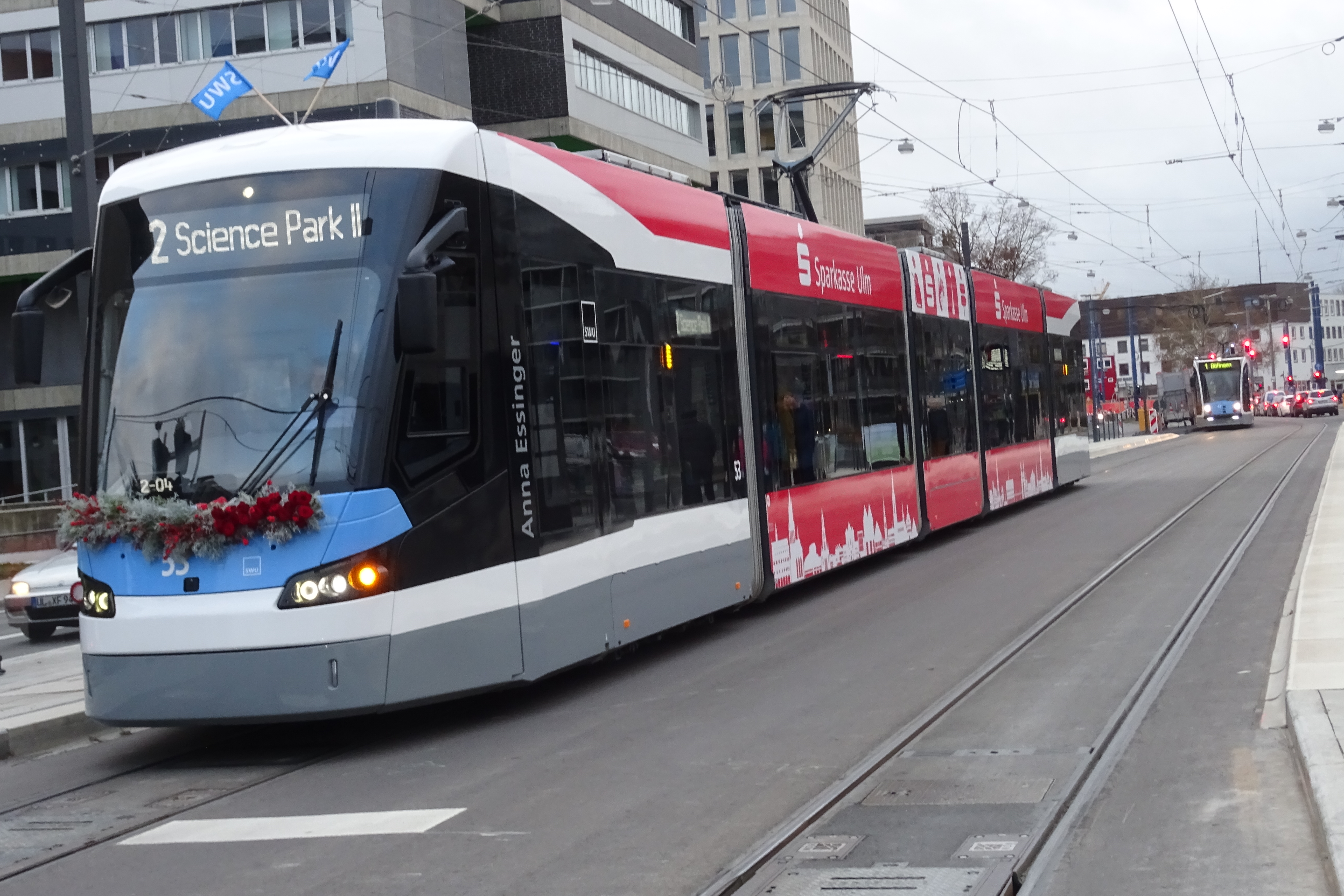
Az Avenio sorozat